# Il riposo del guerriero
Il riposo del guerriero (Le Repos du guerrier) è un film del 1962 diretto da Roger Vadim.
Il soggetto è tratto dal romanzo omonimo di Christiane Rochefort del 1958. Nel titolo si può leggere un richiamo ad una frase di Friedrich Nietzsche contenuta in Così parlò Zarathustra: "L'uomo deve essere addestrato alla guerra. La donna al riposo del guerriero" .

## Trama
Una giovane e ricca ragazza borghese salva per caso la vita a un giovane scrittore in procinto di suicidarsi. Rotti i legami con il suo ambiente di provenienza, diventa l'amante dell'intellettuale, e lo segue nonostante le umiliazioni e le infedeltà che questi le infligge.

## Produzione

### Riprese
Alcune scene sono state girate in Toscana, tra cui la scena finale girata all'interno dell'abbazia di San Galgano.

## Accoglienza

### Critica
(Leo Pestelli su La Stampa del 6 ottobre 1962)